# Margaret Okayo

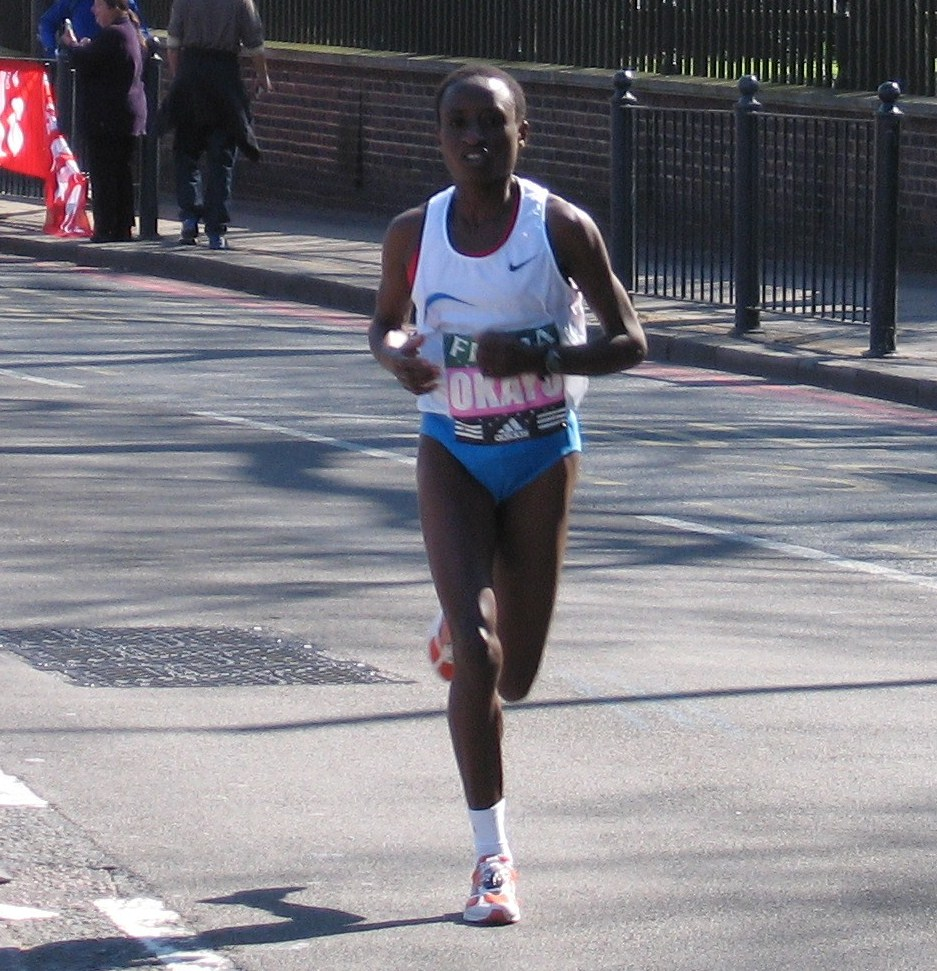
Margaret Okayo beim London-Marathon 2005

Margaret Okayo (* 30. Mai 1976 in Masaba, Kisii) ist eine kenianische Langstreckenläuferin.

## Leben
Sie wuchs unter neun Geschwistern auf. 1997 wurde die zierliche Läuferin (1,50 m, 39 kg) von ihrem späteren Trainer Gabriele Rosa entdeckt, der sie davon überzeugte, nach Italien zu gehen und dort Wettkämpfe zu bestreiten.
Zu ihren Erfolgen gehören zahlreiche Siege und Streckenrekorde bei bedeutenden Marathons (z. B. New-York-City-Marathon 2003) und anderen Straßenläufen. 2004 musste sie ebenso wie Paula Radcliffe und Lidia Șimon beim Hitzemarathon der Olympischen Spiele in Athen vorzeitig aufgeben.

## Bestleistungen
- 5000 m in 15:30,0 in Nairobi (2001)
- 10 km in 32:26 in New York (2003)
- 15 km in 49:09 in Utica (1999)
- Halbmarathon in 1:07:23 in Udine (2003)
- Marathon in 2:20:43 beim Boston-Marathon 2002

## Erfolge

### Halbmarathon
- 2005 Platz 2 in Lissabon in 1:09:19
- 2004 Siegerin in Lissabon in 1:09:51
- 2003 Siegerin in Udine in 1:07:23
- 2003 Siegerin in Virginia Beach in 1:09:17
- 2002 Platz 3 in Lissabon in 1:08:49
- 2002 Siegerin in Lissabon in 1:09:51
- 2001 Siegerin in Udine in 1:08:51
- 2001 Siegerin in San Diego in 1:10:38
- 2001 Platz 3 beim Nice Halbmarathon in 1:09:48
- 2001 Platz 12 in Lissabon in 1:10:46
- 2001 Platz 3 in Virginia Beach in 1:10:43
- 2000 Siegerin in Udine in 1:09:03
- 2000 Siegerin in Puerto Rico in 1:16:52
- 2000 Siegerin in Rio de Janeiro in 1:11:22
- 1999 Siegerin in Triest in 1:10:08
- 1999 Siegerin in Rio in 1:12:07
- 1999 Siegerin in Castelli in 1:10:08
- 1998 Siegerin in Triest in 1:12:01
- 1998 Siegerin in Meran in 1:12:38
- 1998 Platz 3 in Rio in 1:13:21

### Marathon
- 2006 Platz 9 beim London-Marathon in 2:29:16
- 2005 Platz 4 beim London-Marathon in 2:25:22
- 2004 Siegerin des London-Marathons in 2:22:35
- 2003 Siegerin des New-York-City-Marathons in 2:22:31
- 2003 Platz 4 beim Boston-Marathon in 2:27:39
- 2002 Siegerin des Boston-Marathons in 2:20:43; Streckenrekord
- 2002 Siegerin des Mailand-Marathons in 2:24:59; Streckenrekord
- 2002 Platz 6 beim New York Marathon in 2:27:46
- 2001 Siegerin des New York Marathons in 2:24:21; Streckenrekord
- 2000 Platz 3 beim New York Marathon in 2:26:36
- 1999 Platz 2 beim Chicago-Marathon in 2:26:00